# Alexandre Vardin
Alexandre Vardin (* 18. September 1989 in Colombes) ist ein französischer Fußballspieler.

## Karriere
Vardin wuchs auf der zu Frankreich gehörenden Insel Guadeloupe auf und verließ seine Heimat 2005 im Jugendalter, um in den Nachwuchs des Profiklubs SM Caen im französischen Mutterland aufgenommen zu werden. Bei diesem erreichte er während der Saison 2007/08 die Aufnahme in die in der vierten Liga antretende Reservemannschaft und erkämpfte sich auf der rechten Abwehrseite einen Stammplatz. Dennoch stellte sich im Lauf der Jahre heraus, dass keine Perspektive für ein Aufrücken ins Profiteam bestand, sodass sein Vertrag 2011 nicht verlängert wurde. Er unterschrieb im selben Jahr beim Drittligisten US Quevilly, erhielt in dessen erster Elf einen Platz als Leistungsträger und gehörte so einer Mannschaft an, die trotz mäßiger Resultate in der Liga auf sich aufmerksam machen konnte, indem sie im Pokal die Erstligisten Olympique Marseille und Stade Rennes schlug. Dies brachte den Außenseiter aus der Drittklassigkeit ins nationale Pokalendspiel 2012 und Vardin stand auf dem Platz, als die Titelträume der Überraschungsmannschaft aus Quevilly durch eine 0:1-Niederlage gegen Olympique Lyon zunichtegemacht wurden. Wie auch die Mehrheit seiner Mitspieler war er somit ohne einen einzigen Profieinsatz in der ersten oder zweiten Liga zum Teilnehmer des Pokalfinals geworden. 
Direkt im Anschluss an den Achtungserfolg im Pokal kehrte er Quevilly den Rücken und fand im Sommer 2012 im Drittligarivalen US Boulogne einen neuen Arbeitgeber. Bei Boulogne war er in der Regel gesetzt, doch wechselte er 2013 erneut, als er in den Kader des aufgrund finanzieller Probleme in die Fünftklassigkeit abgestürzten vormaligen Zweitligisten CS Sedan aufgenommen wurde. In dessen Mannschaft wurde er regelmäßig berücksichtigt und erreicht mit seinen Teamkameraden zwei aufeinanderfolgende Aufstiege, was für ihn die Rückkehr auf Drittliganiveau bedeutete. Im Kampf gegen den Abstieg konnte er seinen Stammplatz beibehalten und mit der Mannschaft im ersten Jahr die Klasse halten.